# Taraxacum canoviride
Taraxacum canoviride — вид квіткових рослин з родини айстрових (Asteraceae). Вид зростає в Європі: Данія, Норвегія, Швеція, Фінляндія, Нідерланди, Бельгія, Німеччина, Швейцарія, Польща, Естонія, Латвія; це багаторічна рослина помірних біомів.

## Морфологічна характеристика
Черешок вузькокрилий. Бічні частки численні, розпростерті, поступово витягнуті в чітко язикоподібну верхівку, сильно спрямовані вгору, верх бічних часток сильно розрізаний і з великими зубцями. Міждолі зазубрені, край забарвлений. Кінцева частка зазвичай вузькострілоподібна, подовжена до язикоподібної, з виступаючими бічними частками, тупа. Обгортка шириною до 3,5 мм, з вузькими краями.